# حماد عبود السعود
حماد عبود السعود رئيس الاتحاد العام للفلاحين في سوريا منذ عام 2006 و عضو بقيادة اللجنة المركزية في الجبهة الوطنية التقدمية حسب القرار الرئاسي رقم 14 لعام 2006 اعلى سلطة سياسية في سوريا وعضو لمجلس الشعب السوري منذ عام 2007. وهو من قبيلة العقيدات وكان سابقا رئيس اتحاد فلاحي الحسكة.